# Lucian Răduță
Lucian Dorin Răduță (* 16. August 1988 in Bukarest) ist ein rumänischer ehemaliger Fußballspieler. Der Stürmer bestritt 54 Spiele in der höchsten rumänischen Fußballliga, der Liga 1.

## Karriere
Răduță kam im Alter von 16 Jahren zu Rapid Bukarest, wo er zunächst nur in der zweiten Mannschaft eingesetzt wurde. Am 23. Mai 2007 kam er zu seinem ersten Spiel in der Liga 1, musste danach aber mehr als ein Jahr auf weitere Einsätze warten. Nachdem er in der Saison 2008/09 vermehrt berücksichtigt worden war, entwickelte er sich in der folgenden Spielzeit zum Stammspieler und konnte am 21. August 2009 gegen Unirea Alba Iulia seine ersten Tore erzielen.
Nachdem er in der Hinrunde 2010/11 seinen Stammplatz verloren hatte und nur auf fünf Einsätze gekommen war, wurde Răduță für die Rückrunde an den Ligakonkurrenten FCM Târgu Mureș ausgeliehen. Im Sommer 2011 kehrte er zu Rapid zurück. Nachdem er in der Saison 2011/12 nicht zum Zuge gekommen war, verließ er ein Jahr später Rapid und wechselte zu Zweitligist CS Mioveni. Im Sommer 2013 zog es ihn abermals zu Rapid, das mittlerweile in die Liga II absteigen musste. Dort kam er in der Hinrunde 2013/14 nicht zum Einsatz. In der Winterpause wechselte er zu Ligakonkurrent ACS Berceni, wo er in der Rückrunde fünfmal zum Einsatz kam. Seit Sommer 2014 ist er ohne Verein.